# أبو المهنى مخارق
أبوالمهنى مُخارق بن يحيى (برز في الفترة 800–844) كان أحد أكثر المطربين المتميزين في العصر العباسي، ومدعوم من البرامكة والخلفاء من هارون الرشيد إلى الواثق.

## حياته
ولد في مادما (على الرغم من أن بعض المصادر تروي الكوفة)، وكان ابن جزار. كان عبدًا للمغنية الشهيرة أتوكا بنت شودا، التي لاحظَت في سن مبكر موهبته وتولَّت تدريبه، ثم باعته إلى موسيقي المحكمة الأعظم إبراهيم الموصلي، الذي أعرب عن تقديره موهبته، وأكمل تعليمه، واعتبره خَلَفَه. دخل مُخارق دوائر المحكمة بعد أن أرسله إبراهيم ليُرفِّه عن البرامكة ذوي السلطة، من بعض أحدث تركيبات إبراهيم الموسيقية. وكان البرامكة متحمسين للغاية بشأن أدائه، إثر ذلك، قدمه إبراهيم هديةً إلى الفضل بن يحيى البرمكي، والذي أهداه بعد ذلك إلى الخليفة هارون الرشيد (786-809). أُعجِب الخليفة بمخارق، ومنحه حريته وأعطاه من صالح الهدايا ورفع من قدره تعبيرًا عن تقديره له، مثل السماح له بالجلوس على نفس المقعد بجانبه، أو التخلص من الستار الذي عادة ما يفصل موسيقيي البلاط عن حضرة الخلفاء. واصل مخارق الاستمتاع بإحسان الخلفاء ورثة هارون حتى وفاته في 844/5. بعد وفاة سيده السابق إبراهيم الموصلي، وابن جامي، في عهد المأمون (813-833) أصبح مُخارق أكثر المغنيين بروزًا ومرموقًا، منافسًا بذلك العديد من الموسيقيين كالأمير العباسي إبراهيم بن المهدي، وإسحاق الموصلي (ابن إبراهيم)، وعلوية الأعسر.
اشتهر مخارق بتعديلاته الموسيقية، والتي بدأت بإبراهيم بن المهدي وفي رواج منذ ذلك الوقت، حيث قام بتغيير الملاحظات بإيقاع الأغاني في كل أداء. هذا الفعل خيَّب أمل الخليفة الواثق بالله (842-847) عند نقل الخبر إليه، الذي كان هو نفسه ملحن، حيث طُلب منه أداء إحدى مؤلفات الخليفة فقام بتعديلها. رفض المؤلفون اللاحقين في كتاب الأغاني والعقد الفريد هذه المدرسة، واعتبروا أنها تُسبب فقدان الموسيقى العربية التقليدية. على الرغم من هذا النقد، استمتع مخارق بسمعة حازمة كواحد من أفضل المطربين في وقته، مع جودة صوته المعروفة لجمع الجماهير. وفقًا لمؤرخ القرن الخامس عشر ابن تغري: «في حين أن إبراهيم وإسحاق الموصلي غنما جيدا لمرافقة العود، ولكن في العمل الصوتي الخالص مخارق يتفوق عليهما بلا منازع». كان هذا سبب تفوقه ونيافته حتى أن باحث القرن العاشر الفارابي عندما عدَّد موسيقيي الفترة العباسية بأكملها لم يذكر إلا مخارق وإسحاق الموصلي.
كان لمخارق العديد من التلاميذ، والمعروفون والأكثر شهرة هم: أحمد بن عبد الله أبو العلا، وحمدون بن إسماعيل بن داود الكاتب، مؤسس أسرة من الموسيقيين.